# František Černík (Wasserballspieler)
František Černík (* 14. Juni 1900 in Prag; † 21. Juli 1982 ebenda) war ein tschechoslowakischer Wasserballspieler.

## Karriere
Černík begann seine Karriere im Wasserballsport im Jahr 1916 beim AC Sparta Praha. 1919 war er einer der Mitgründer des Vereins APK Praha. 1920 nahm er an den Olympischen Spielen in Antwerpen teil. Hier erreichte er mit der tschechoslowakischen Nationalmannschaft den elften Rang. Vier Jahre später war er Trainer der tschechoslowakischen Mannschaft bei den Spielen in Paris. Im Februar desselben Jahres schloss er sein Studium mit der Promotion ab.